# Östasiatiska museet
Östasiatiska museet, pl. Muzeum Dalekiego Wschodu w Sztokholmie – muzeum kultury i historii Dalekiego Wschodu. Leży na wyspie Skeppsholmen w Sztokholmie w Szwecji.
Muzeum zostało otwarte w 1963, chociaż jego początki sięgają 1926, gdy szwedzki archeolog Johan Gunnar Andersson przywiózł starożytne przedmioty odkryte przez niego podczas wyprawy archeologicznej w Chinach. Początkowo eksponaty wystawiane były w Nationalmuseum (Muzeum Narodowym) w Sztokholmie, jednak z czasem wciąż wzbogacana wystawa wymagała przekształcenia w odrębne muzeum. Obecnie zbiory muzeum zawierają eksponaty z Chin, Japonii, Indii i innych stron Azji. W muzeum mieści się także biblioteka z wieloma opracowaniami naukowymi na temat Azji.